# Nacho G. Velilla
Ignacio García Velilla (Zaragoza, España, 24 de septiembre de 1967) es un director de cine, guionista y productor español, que ha trabajado tanto en televisión como en cine desde el año 1997. Con una amplia formación en el campo audiovisual, Velilla ha dirigido, guionizado o producido algunas de las series con más éxito de audiencia en España, como 7 vidas, su serie derivada Aída o Médico de familia.

## Biografía
Estudió Ciencias de la Información en la Universidad del País Vasco, cursó un año académico dentro del programa Erasmus en la Universidad de Coventry (Reino Unido) escogiendo asignaturas como Film y Televisión, además de cursar estudios de Doctorado en la Universidad Complutense de Madrid. Antes de comenzar a trabajar para televisión, realizó varios videos musicales, el documental Visiones artísticas para el fin del milenio y fue redactor en El Heraldo de Aragón y también en Antena 3.
En 1997 empezó a trabajar para Globomedia como guionista de la exitosa Médico de familia. Más tarde, también trabajó como guionista, director y productor ejecutivo de 7 vidas. Después del fin de esta serie, fue el cocreador y director del primer spin off de la televisión española, Aída, en 2005. En ella trabajó además como productor ejecutivo.
En noviembre de 2007 estrena en Cuatro Gominolas, siendo coordinador de guiones, director y productor ejecutivo durante los 7 capítulos que duró la serie, ya que no fue respaldada por la audiencia.
Después del éxito de su primer largometraje, Fuera de carta (2008), abandona la productora Globomedia en 2009 para centrarse en el cine. En abril de 2010 estrenó su segunda película, Que se mueran los feos.

## Filmografía[4]
Como director, Nacho Velilla ha trabajado tanto en cine como en televisión, desligándose de esta última en 2009 para dedicarse por completo al séptimo arte. En 2011 regresaría a la televisión.

### Televisión
- 7 vidas (204 episodios, 1999-2006)
- Aída (237 episodios, 2005-2014)
- Gominolas (8 episodios, 2007)
- Los Quién (13 episodios, 2011)
- Fenómenos (9 episodios, 2012-2013)
- Anclados (8 episodios, 2015)
- Buscando el norte (8 episodios, 2016)

### Cine
- Fuera de carta (2008)
- Que se mueran los feos (2010)
- Perdiendo el norte[5] (2015)
- Villaviciosa de al lado[6] (2016)
- No manches Frida (Profesor de reemplazo) (2016)
- No manches Frida 2 (2019)
- Por los pelos (2022)
- Mañana es hoy (2022)
- Menudas piezas (2024)

## Productor
Además de dirigir, Velilla ha producido la mayor parte de las series y las dos películas en las que ha trabajado.

### Televisión
- 7 vidas (productor ejecutivo) (137 episodios, 2000-2006) (coproductor ejecutivo) (59 episodios, 1999-2000)
- Aída (productor ejecutivo) (199 episodios, 2005-2013)
- Gominolas (productor ejecutivo) (7 episodios, 2007)
- Los Quién (productor ejecutivo) 2010.
- Fenómenos (creador) (2012-2013).

### Cine
- Fuera de carta (2008)
- Que se mueran los feos (2010)
- No lo llames amor... llámalo X (2011)

## Guionista
Otra de sus facetas, la del guionizaje, es la que le llevó a empezar a trabajar en Médico de familia, donde entró a trabajar en 1997.

### Televisión
- Médico de familia (20 episodios, 1997-1999)
- 7 vidas (23 episodios, 1999-2006)
- Aída (199 episodios, 2005-2013)
- Gominolas (4 episodios, 2007)
- 7 zoes (versión griega de "7 vidas" (7 episodios, guion original, 2008)

### Cine
- Fuera de carta (2008)
- Que se mueran los feos (2010)
- Perdiendo el este (2019)

## Premios
Aunque lleva largo tiempo trabajando en el mundo del audiovisual, sólo ha dirigido ocho películas. Fuera de carta ha sido el filme que más galardones ha recibido.